# Quintanar de la Sierra (kommunhuvudort)
Quintanar de la Sierra är en kommunhuvudort i Spanien.   Den ligger i provinsen Provincia de Burgos och regionen Kastilien och Leon, i den centrala delen av landet, 180 km norr om huvudstaden Madrid. Quintanar de la Sierra ligger 1 127 meter över havet och antalet invånare är 1 831.
Terrängen runt Quintanar de la Sierra är huvudsakligen kuperad, men västerut är den platt. Runt Quintanar de la Sierra är det ganska glesbefolkat, med 31 invånare per kvadratkilometer. Närmaste större samhälle är San Leonardo de Yagüe, 17,1 km söder om Quintanar de la Sierra. I omgivningarna runt Quintanar de la Sierra växer i huvudsak barrskog.